# Hans Ahrens
Johann Diedrich Heinrich Ahrens dit Hans Ahrens, né le 27 août 1879 à Yokohama au Japon et décédé à l'âge de 74 ans le 25 juin 1953 à Londres, est un marchand allemand.

## Biographie
Fils aîné de Heinrich Ahrens (1842-1886), il est généralement appelé Hans. Après une scolarité à Londres, il commence un apprentissage de marchand à la compagnie Melchers & Co.  à Brême. En 1904, il part travailler à la compagnie de son oncle Georg Rudolph Mosle à Yokohama au Japon, son pays natal. Cependant, cette période de travail est de courte durée car il connait une histoire d'amour avec la compagne de son oncle, une Française prénommée Marcelle. En 1906 et 1907, ils vivent tous les deux à Shanghai puis se marient à Yokohama en 1910. Ils n'auront pas d'enfants. 